# Thomas Commisso
Thomas Commisso (Bolzano, 28 dicembre 1983 – Bolzano, 13 aprile 2025) è stato un hockeista su ghiaccio e hockeista in-line italiano.

## Biografia

### Hockey su ghiaccio
Portiere di presa sinistra, Commisso crebbe nelle giovanili dell'HC Bolzano, squadra in cui nel corso degli anni svolse a più riprese il ruolo di riserva senza riuscire mai a ritagliarsi un ruolo da titolare. Coi biancorossi poteva vantare la vittoria di una Supercoppa italiana, nel 2012, quando fu chiamato, mentre era titolare nel farm team del Bolzano, l'HC Pergine, a fare il secondo di Günther Hell nella finale col Cortina.
Nella massima serie vestì anche la maglia dell'Hockey Club Val Pusteria.
Maggior fortuna ebbe nelle sue esperienze in seconda serie, con HC Settequerce (2004-2006), HC Future Bolzano (2006-2007), SV Caldaro (2007-2011), HC Pergine (2011-2012 e prima parte della stagione successiva), EV Bozen 84 (seconda parte della stagione 2012-2013) ed HC Merano Junior (2013-2014, anche in Inter-National League).
Nel 2014, dopo alcune stagioni deludenti, abbandonò l'hockey su ghiaccio, per dedicarsi all'hockey in-line.
Dopo una stagione lontano dal ghiaccio, tuttavia, ritornò a giocare per il Fiemme, neoiscritto in serie B. Rimase con la squadra di Cavalese per due stagioni, ma nell'estate del 2017 squadra e giocatore decisero di comune accordo di non proseguire il rapporto per esigenze familiari di Commisso.
Commisso rimase senza squadra fino al successivo mese di dicembre, quando fece ritorno al Pergine.

### Hockey in line
Come molti giocatori di hockey su ghiaccio, Commisso partecipò più volte al campionato italiano di hockey in-line, vestendo anche la maglia della nazionale, con cui disputò anche un mondiale. Ha inoltre vinto la Coppa Italia 2007-2008, quando giocava con i Vipers di Asiago.
Nell'estate del 2014 aveva annunciato l'addio all'hockey su ghiaccio per passare definitivamente all'hockey in-line. Contestualmente aveva anche radicalmente cambiato ruolo: da portiere passò ad essere attaccante. Ritornò sui suoi passi dopo una stagione.

### Morte
Commisso è morto nel 2025, all'età di 41 anni, per cause non divulgate.

## Palmarès

### Club
- Coppa Italia: 1

Bolzano: 2003-2004
- Supercoppa italiana: 1

Bolzano: 2012